# サンシティ合意
サンシティ合意（サンシティごうい）は、南アフリカ共和国のリゾート地、サンシティで締結された第二次コンゴ戦争の終戦協定。2003年4月2日締結。協定の参加者たちはこの協定によって戦争が終結し、統一政府の設立を希望した。
協定には南アフリカ共和国大統領タボ・ムベキをはじめ、ボツワナ、ナミビア、ザンビア、ジンバブエ各国の国家元首が立会人となった。交渉は19ヶ月を要し、会合内の演説ではムベキが参加者たちの労を労った。

## 参加者
この協定にはコンゴ民主共和国政府をはじめ、ウガンダの支援を受けていた武装組織のコンゴ自由運動（MLC）やその他の非武装組織を含めた数多くの団体・組織が参加した。しかし残念ながら会合内で目指されていた新憲法・新政府の樹立には至らなかった。
一方でルワンダの支援を受けていたコンゴ民主連合（RCD）ゴマ支部や、元首相エティエンヌ・チセケディが率いていた民主社会進歩連合(UDPS)は署名を拒否したため、コンゴ東部における火種は解消されないまま残った。

## 内容
協定においてはコンゴ民主共和国が複数政党制、民主的な統一国家として存続することが定められた。
また次期政府への移行期間（最低2年、最長3年）が定められ、その間は現職のジョゼフ・カビラが大統領、ジャン＝ピエール・ベンバが首相に留まることが認められた。
さらにカビラの下には4人の副大統領が指名され、彼らが権力を分有することが定められた。この副大統領職には主要な2つの反政府武装組織から1人ずつ、政府に近い人物から1人、非武装の反政府組織から1人がそれぞれ選ばれた。また閣僚職もこの4系統で配分され、反政府武装組織に所属していた人員は政府軍と警察に統合された。
協定に対して行われた主な1つとして、軍統合に関する明文規定がなく、その効力が弱いことが指摘されていた。
また協定締結時に参加者に対して必要な資料（議事録、委員会報告、決議など）が配布されておらず、これがコンゴにおける議論を妨げたという批判をなされている。